# 交野城之戰
交野城之戰是元龜3年（1572年）3月底時，松永久秀、三好義繼攻打畠山昭高帳下安見氏的交野城，結果織田信長派遣家臣大舉來援，松永、三好聯軍潰散逃亡。

## 戰況
三好義繼跟松永久秀、松永久通父子在元龜3年（1572年）3月再度攻打畠山昭高的領地，松永、三好聯軍率領1萬6千人。襲擊畠山家臣安見新七郎所鎮守的交野城，在城池四周建構付城進行包圍。為了防備松永、三好聯軍的進攻，畠山昭高也在高屋城聚集了和泉國的真鍋主馬兵衛、沼野伊賀守等豪族、紀伊國雜賀眾的鈴木孫市、土橋平次、的場源七郎等、根來眾的岩室坊清祐、杉坊覺春、杉山右馬允等7千兵力，以家臣遊佐信教為大將統領畠山軍佈防。
在松永久秀規劃下，以山口六郎四郎、奧田三河守兩人為守將，領兵3百監視交野城，切斷高屋城跟交野城的聯絡。
聞知此訊的織田信長隨即組成軍勢前往討伐，由柴田勝家、佐久間信盛、蜂屋賴隆、河尻秀隆、齋藤長龍、稻葉一鐵、水野信元、不破光治、氏家直通、丸毛長照、多賀常則、安藤守就、明智光秀擔任軍隊的將領，加上將軍足利義昭派遣細川藤孝與三淵藤英、上野秀政率3千人支援，攝津國的伊丹親興、池田勝正、和田惟長也領兵參戰，兵力數量有2萬、3萬、3萬3千等說法，進軍至交野城周遭，反過來包圍松永、三好聯軍建造的付城。
織田、足利聯軍會合畠山昭高的軍隊發動攻擊，松井康之作為先鋒與松永、三好方的守軍接戰，儘管山口六郎四郎與奧田三河守以洋槍射擊防備卻仍不敵，付城遭到攻陷，山口六郎四郎戰死、奧田三河守逃亡，城兵遭到討取53人。
松永、三好聯軍見情勢不妙，趁著風雨在夜間緊急撤離，三好義繼返回若江城，松永久秀退回信貴山城、其子松永久通則退往多聞城。在松永、三好聯軍撤離後，柴田勝家跟佐久間信盛也解除包圍離去。